# Joseph Dubois
Joseph Honoré Dubois (Mussy-la-Ville, 2 juni 1830 - 29 januari 1878) was een Belgisch volksvertegenwoordiger.

## Levensloop
Dubois was een zoon van Nicolas Dubois, burgemeester van Mussy-la-Ville en van Marie Duvigneaud. Hij trouwde met Dieudonnée Olivier.
Hij werd burgemeester van Mussy-la-Ville in 1871 en bleef dit tot in 1875.
Hij werd provincieraadslid voor Luxemburg in 1872 en was van 1874 tot 1876 bestendig afgevaardigde.
In 1876 werd hij verkozen tot katholiek volksvertegenwoordiger voor het arrondissement Virton. Zijn vroegtijdige dood maakte na twee jaar een einde aan dit mandaat.